# Roberto (ur. 1985)
Roberto César Zardim Rodrigues (ur. 19 grudnia 1985) – brazylijski piłkarz występujący na pozycji napastnika.

## Kariera piłkarska
Od 2003 roku występował w Figueirense, Albirex Niigata, Atlético Ibirama, Cabofriense, Macaé, Tigres do Brasil, Avaí FC, FC Tokyo, Coritiba, Ulsan Hyundai, Novorizontino, Criciúma, Ceará.